# 金子彩
金子 彩（かねこ あや、1988年9月6日 - ）は日本の女性タレント・モデル。鹿児島県薩摩川内市出身。サンミュージックブレーン所属。
&ref()

## 人物・来歴
鹿児島県立川内高等学校時代はバスケットボール部のマネージャーをしていた。

## 主な活動

### テレビ
- 福岡恋愛白書3

インターネット放送
- 超サンミュージック(GyaOジョッキー、2009年7月9日ゲスト出演)

### CM
- エステPURE
- 南日本ビジネスサービス

### 雑誌
- f Sketch

### その他
- JR九州 NICE GOING CARD 駅構内ポスター